# Manuel de Arrotea

Bandera del Partido Federal.

Manuel Antonio de Arrotea (Montevideo, Virreinato del Río de la Plata, 15 de octubre de 1793, Buenos Aires, Argentina 13 de diciembre de 1861) fue un estanciero y político argentino vinculado a Juan Manuel de Rosas. Ejerció como Diputado y Senador de la Confederación Argentina ininterrumpidamente desde 1836 hasta 1852.

## Biografía
Nació en Montevideo en el año 1793. Sus padres eran Manuel de Arrotea y Bernarda de la Torre, ambos nativos de Santiago de Compostela, España.
Siendo muy joven se radicó en Buenos Aires, dedicándose en a la explotación agropecuaria y al comercio. 
Formó parte del Cabildo desde 1816. En 1818 fue elegido Regidor y en 1821 resultó reelecto, debiendo reemplazar como alcalde de segundo voto al titular. 
Desde temprana edad integró el Partido Federal participando en diversas comisiones públicas, como las de miembro del Jury de Imprenta en 1833 y miembro de la Sociedad Filantrópica y del Tribunal de Comercio en 1834. Llegó a ganarse la confianza de Juan Manuel de Rosas. En 1835 se desempeñó como primer cónsul del Tribunal de Comercio de Buenos Aires.
Como miembro conspicuo del Partido Federal resultó elegido representante de la Legislatura de Buenos Aires en 1836 y reelecto en los períodos sucesivos hasta 1852, en cuyas asambleas formó parte de la Comisión de Hacienda de la Cámara. 
Decidió retirarse de la vida pública culminada la Batalla de Caseros. Durante algunos años habitó con su familia en el antiguo Palacio Unzué.
Falleció en Buenos Aires, el 13 de diciembre de 1861, fue sepultado en el Cementerio de la Recoleta.